# Gerhard Dann
Gerhard Dann (* 26. Juni 1935 in Gießen; † 25. September 2014) war ein deutscher Politiker (SPD) und Mitglied des Hessischen Landtags.

## Ausbildung und Beruf
Gerhard Dann absolvierte nach der Volksschule und der staatlichen Fachschule eine Uhrmacherlehre, besuchte eine Heim VHS der Friedrich-Ebert-Stiftung und wurde 1958 Uhrmachermeister. Nach einigen Jahren handwerklicher Tätigkeit wurde er 1961 Geschäftsführer der SPD Wetzlar und Oberlahn bzw. Bezirksgeschäftsführer Hessen-Süd, wechselte 1971 als Referent in die Hessische Staatskanzlei und 1976 als Regierungsdirektor in das Hessische Kultusministerium. Gerhard Dann war evangelisch, verheiratet, lebte in Wiesbaden-Bierstadt und hatte drei Kinder.

## Politik
Gerhard Dann war seit 1954 Mitglied der SPD und dort in verschiedenen Vorstandsämtern tätig. So wurde er unter anderem 1978 stellvertretender Unterbezirksvorsitzender im Landkreis Limburg-Weilburg. Seit 1960 war er Gemeindevertreter in Weilmünster, später in Hermannstein und ebenfalls Kreistagsabgeordneter. Ab 1968 war er Mitglied des Kreistages von Wetzlar. Am 1. Dezember 1978 wurde er in den Hessischen Landtag gewählt, dem er bis zum 4. April 1991 über vier Wahlperioden angehörte. Er vertrat dort die Wahlkreise Limburg-Weilburg-O., Lahn-Dill III und Lahn II.

## Ehrungen
Gerhard Dann wurde 1990 mit dem Bundesverdienstkreuz am Bande geehrt.